# Partia Liberalna (Węgry)
Partia Liberalna (węg. Szabadelvű Párt) − partia polityczna działająca na Węgrzech w latach 1875–1906. 
Partia Liberalna została założona 1 marca 1875 roku z inicjatywy Kálmána Tiszy. Ugrupowanie było także znane jako Partia Wolności i było ulokowane na scenie politycznej na lewo od centrum. W okresie od powstania do 1905 roku partia dysponowała większością parlamentarną, a jej przedstawiciel był premierem. Partia reprezentowała głównie wyższe warstwy społeczeństwa, opowiadała się także za polityką madziaryzacji mniejszości narodowych (Rumuni, Słowacy, Serbowie, Chorwaci), które aż do początków XX wieku łącznie stanowiły ponad 50% mieszkańców kraju. Dominująca pozycja Partii Liberalnej była możliwa dzięki sprzyjającej jej ordynacji wyborczej, która znacznie ograniczała czynne prawo wyborcze. W wyborach parlamentarnych w 1913 roku prawo głosu miało jedynie 7,7% społeczeństwa. Następcą Kálmána Tiszy w roli przywódcy partii był jego syn, István Tisza. Obaj liderzy pełnili funkcję premiera.
Partia Liberalna poniosła pierwszą porażkę wyborczą, ulegając Partii Niepodległości, która dążyła do zerwania unii z Austrią. Doprowadziło to do trwającego rok kryzysu węgierskiego. Na skutek kryzysu partia uległa rozpadowi i została zlikwidowana 11 kwietnia 1906 roku. Sam Tisza i László Lukács utworzyli w 1910 roku Narodową Partię Pracy.
| Rok  | Deputowani | Procent |
| ---- | ---------- | ------- |
| 1875 | 333        | 80,43%  |
| 1878 | 239        | 58%     |
| 1881 | 235        | 57%     |
| 1884 | 234        | 56,52%  |
| 1887 | 263        | 63%     |
| 1892 | 243        | 58,84%  |
| 1896 | 290        | 70,21%  |
| 1901 | 277        | 67,07%  |
| 1905 | 159        | 38,50%  |